# قائمة الأفلام المصرية سنة 1929
هذه قائمة بالأفلام المصرية لسنة 1929 مرتبة أبجديا
| اسم الفيلم   | إخراج وكتابة                                | بطولة                                                                            | مصدر  |
| ------------ | ------------------------------------------- | -------------------------------------------------------------------------------- | ----- |
| بنت النيل    | - اخراج : عمر وصفي - تاليف : محمد عبدالقدوس | - عباس فارس - بمبة كشر - حسن البارودي - أحمد علام - عزيزة أمير - بثينة           | [ 1 ] |
| غادة الصحراء | - اخراج : وداد عرفي - تاليف : وداد عرفي     | - وداد عرفي - صبرى فريد - ماري كويني - هند يونس - جوسوانسون - عبدالسلام النابلسي | [ 2 ] |